# Michael Fiaschetti
Michael Fiaschetti (Morolo, 1886 – Brooklyn, 29 luglio 1960) è stato un poliziotto statunitense.
Fu un importante agente e successivamente tenente della Polizia di New York e fu il successore del tenente Joseph Petrosino a capo della Italian Squad del Dipartimento di Polizia di New York. In seguito descrisse la sua carriera e la storia dell'Italian Squad nelle sue autobiografie The Man They Couldn't Escape (1928) e You Gotta Be Rough: The Adventures of Detective Fiaschetti of the Italian Squad (1930), la seconda basata su una serie di articoli del giornalista John Prosper per il Liberty Magazine pubblicati tra l'aprile e il luglio del 1929.

## Vita
Nato a Morolo (FR), emigrò con i genitori negli Stati Uniti d'America nel 1896 e crebbe nella cittadina di North Adams nel Massachusetts prima di entrare a far parte del Dipartimento di Polizia di New York all'età di 22 anni. Fu uno degli agenti personalmente selezionati da Petrosino per lavorare con lui nella squadra di cinque uomini conosciuta come "Italian Squad", poco dopo il suo arruolamento nella Polizia nel 1908.
A seguito dell'assassinio di Petrosino nel 1909, l'unità restò inattiva perché i dirigenti della polizia esitavano a mettere a repentaglio la vita di un altro membro di un'unità così famosa. Comunque, anche prestando il normale servizio in commissariato, il gruppo continuò a lavorare di tanto in tanto su specifici casi che coinvolgevano italo-americani e attentati ed estorsioni commessi dalla Mano nera.

## A capo dell'Italian Squad
Nel 1918, Il capo della polizia di New York Arthur Woods riformò ufficialmente l'Italian Squad con Fiaschetti come comandante. Gli venne perciò assegnato un partner, Irving O'Hara, che fungeva da sua guardia del corpo per proteggerlo da un possibile tentativo di omicidio.
Nel 1921, come aveva fatto Petrosino prima di lui, Fiaschetti si recò a Napoli a caccia di un camorrista in fuga e, frequentando l'ambiente della malavita napoletana, per tentare di ricavare informazioni sulla persona che aveva ordinato l'uccisione di Petrosino. Comunque, mentre il governo italiano assegnava numerosi agenti alla copertura di Fiaschetti, il poliziotto newyorchese era sotto copertura, facendosi passare per un certo Don Pasquale. Nonostante avesse trovato prove che Don Vito Cascio Ferro poteva non essere responsabile del delitto, fu costretto a partire quando prese parte a un incontro durante il quale alcuni boss della Camorra vennero informati della presenza di Fiaschetti, e cercavano di ottenere una descrizione del detective.
Pur essendo un discepolo di Petrosino, i suoi metodi differivano da quelli del suo predecessore, perché preferiva operare mediante una rete di informatori di polizia, rispetto all'infiltrazione sotto copertura e altre procedure investigative standard. Era scettico sul codice d'onore del mondo criminale noto come omertà: ammetteva che i criminali fossero riluttanti a confessare persino in punto di morte, ma questo lo spiegava con il fatto che una confessione in extremis era loro inutile, ed esponeva a rappresaglie i membri della loro famiglia. Fiaschetti era però convinto che se si metteva il criminale davanti all'alternativa tra la galera e fornire informazioni su un altro criminale, gli interrogati sceglievano sempre la seconda opzione.
Nella sua carriera Fiaschetti ebbe spesso a che fare con la Mano nera, come anche con altre figure della criminalità organizzata e delinquenti della Little Italy newyorchese, ma anche in altre zone della città, come nel caso del rapimento e omicidio, disposto dalla Mano nera, del piccolo Giuseppe Varotta, di cinque anni, il 21 maggio 1921 . Una figura criminale in particolare con la quale si trovò a lottare durante tutta la sua carriera fu Giosue Gallucci, il boss del racket nella East Harlem italiana; contribuì a far arrestare e condannare il capomafia di Cleveland Rosario Borgio (ricevendo due medaglie d'oro dal sindaco per i suoi sforzi) prima del pensionamento di Fiaschetti dalla polizia di New York nel 1922, che portò allo scioglimento dell'Italian Squad.

## Dopo il congedo
Nonostante fosse stato costretto al pensionamento anticipato dopo aver fatto espellere da un commissariato un avvocato e politicante che aveva interrotto un interrogatorio, Fiaschetti venne richiamato dal sindaco riformista Fiorello La Guardia all'inizio degli anni trenta come vice capo del "Department of Markets" nel tentativo di investigare sul racket nell'industria di New York.
Fece ritorno per un breve periodo, a Morolo (FR) suo paese natìo.
Nel 1938 Fiaschetti tornò all'attività di investigatore privato in seguito all'abolizione della sua carica e continuò a tenere conferenze sulla criminalità organizzata in tutti gli Stati Uniti, come pure a partecipare ai programmi di addestramento per la riserva dell'Esercito fino alla sua morte, avvenuta al Veterans Administration Hospital di Brooklyn il 29 luglio 1960.